# Hrabstwo Jackson (Kansas)

Piramida wieku hrabstwa

Hrabstwo Jackson – hrabstwo położone w Stanach Zjednoczonych, w stanie Kansas z siedzibą w mieście Holton. Założone 11 lutego 1859 roku.

## Miasta
- Holton
- Hoyt
- Mayetta
- Denison
- Whiting
- Delia
- Circleville
- Netawaka
- Soldier

## Sąsiednie Hrabstwa
- Hrabstwo Brown
- Hrabstwo Atchison
- Hrabstwo Jefferson
- Hrabstwo Shawnee
- Hrabstwo Pottawatomie
- Hrabstwo Nemaha